# アダム・ウィンガード
アダム・ウィンガード（Adam Wingard, 1982年12月3日 - ）は、アメリカ合衆国の映画監督。

## 経歴
1982年12月3日、テネシー州オーク・リッジに生まれる。子供のころから映画に親しんでおり、『ターミネーター』や『エイリアン』シリーズを観て漠然と映画監督になりたいという思いを抱くものの、"この夢は現実的じゃない"と考えを改め漫画家を目指していたという。その後、父親からカムコーダを買ってもらい実際に作品を撮り始め、次第に"やはり自分は映画監督になれる"と確信を抱き、その道を歩み始める。
高校で友人たちと何本もの短編を作った後、フロリダ州にある映画学校「フル・セイル大学」に入学し、本格的に映画制作を学び始める。しかし、実際には授業のほとんどで寝ており、ナンパばかりの日々を送っていたらしい。本格的に映画を学んだ場所は大学の近くにあったStardustというビデオ店だったという。そこで彼はジャン＝リュック・ゴダール監督作品や石井隆に三池崇史などの日本のカルト映画群に触れ、多大なる影響を受けることとなる。またこの時期、彼は今後の製作上のパートナーとなるE・L・カッツと運命的な出会いを果たす。ジョン・ウー監督の『ワイルド・ブリット』や何十本ものホラー映画を観て意気投合した2人は、一緒に映画を作ろうと決める。
19歳で卒業した後、ウィンガードは離婚した父親や3人の兄弟と共にアラバマ州へと移住することになるのだが、その地で長編監督作『Home Sick』を作る経緯についてウィンガードはこのように語っている。
"全てはカッツがアラバマ州に来た時に始まりました。家から一番近い、1時間くらいで着く本屋に行った時、彼は雑誌の束とコーヒーを持ってどうしてスラッシャー映画にハマったかを聞いてきました。そしたらスラッシャー映画集中特訓として『暗闇にベルが鳴る』から始まるオールタイム・スラッシャー映画ベストを渡してきた、そこから少しずつこの作品が築かれていったんです。プロットが思い浮かんだのは、カッツが『悪魔のいけにえ2』を見せてくれた時のことで、"ビル・モーズリーみたいなジャンル俳優のために脚本を書けたらクールじゃないか？"となり、実際にやってみて全てがあるべき場所に収まっていったわけです。"
そしてカッツがモーズリーに脚本を送り出演を承諾されたのを皮切りに、ウィンガードは父に予算や住む場所を提供してもらいながら、2002年に19歳で初の長編監督作『Home Sick』を完成させる。2007年、『Pop Skull』がAFI映画祭にてプレミア上映される。2010年、『ビューティフル・ダイ』を手掛ける。2011年、『サプライズ』がトロント国際映画祭に出品される。2014年、ダン・スティーヴンス主演の『ザ・ゲスト』がサンダンス映画祭で上映される。

## フィルモグラフィー

### 長編映画
| 年   | 題名                                                       | 備考                               |
| ---- | ---------------------------------------------------------- | ---------------------------------- |
| 2007 | Home Sick                                                  | 監督                               |
| 2007 | Pop Skull                                                  | 監督・脚本・撮影・編集・製作・出演 |
| 2010 | ビューティフル・ダイ A Horrible Way to Die                 | 監督・編集                         |
| 2011 | Autoerotic                                                 | 共同監督・脚本・編集・出演         |
| 2011 | What Fun We Were Having                                    | 監督・脚本・撮影・編集             |
| 2011 | サプライズ You're Next                                     | 監督・編集                         |
| 2014 | ザ・ゲスト The Guest                                       | 監督                               |
| 2014 | ラスト・サバイバーズ The Last Survivors                    | 編集                               |
| 2016 | ブレア・ウィッチ Blair Witch                               | 監督                               |
| 2017 | Death Note/デスノート Death Note                           | 監督                               |
| 2021 | ゴジラvsコング Godzilla vs. Kong                           | 監督                               |
| 2021 | 降霊会 -血塗られた女子寮- Seance                           | 製作総指揮                         |
| 2024 | ゴジラxコング 新たなる帝国 Godzilla x Kong: The New Empire | 監督・原案・製作総指揮             |
| TBA  | Onslaught                                                  | 監督                               |

### 短篇映画
| 年   | 題名                              | 備考                                  |
| ---- | --------------------------------- | ------------------------------------- |
| 2012 | ABC・オブ・デス The ABCs of Death | 「Q Is for Quack」監督                |
| 2012 | V/H/S シンドローム V/H/S          | 「Tape 56」監督・出演                 |
| 2013 | V/H/S ネクストレベル V/H/S/2      | 「Phase I Clinical Trials」監督・出演 |

### テレビ
| 年     | 題名                   | 備考 |
| ------ | ---------------------- | ---- |
| 2016 - | アウトキャスト Outcast | 監督 |